# Trigonostemon aurantiacus
Trigonostemon aurantiacus är en törelväxtart som först beskrevs av Wilhelm Sulpiz Kurz, Johannes Elias Teijsmann och Simon Binnendijk, och fick sitt nu gällande namn av Jacob Gijsbert Boerlage. Trigonostemon aurantiacus ingår i släktet Trigonostemon och familjen törelväxter. Inga underarter finns listade i Catalogue of Life.